# Leucania miasticta
Leucania miasticta là một loài bướm đêm trong họ Noctuidae.